# George Lawson (brytyjski polityk)
George McArthur Lawson (ur. 11 lipca 1906, zm. 3 lipca 1978) – brytyjski polityk Partii Pracy, deputowany Izby Gmin.

## Działalność polityczna
W okresie od 14 kwietnia 1954 do 28 lutego 1974 reprezentował okręg wyborczy Motherwell, a od 28 lutego 1974 do 10 października 1974 okręg wyborczy Motherwell i Wishaw w brytyjskiej Izbie Gmin. Od 1964 do 1967 był też lordem skarbu w pierwszym i drugim rządzie Harolda Wilsona.